# Close to 〜祈りの丘〜
『Close to 〜祈りの丘〜』（クローストゥ いのりのおか）は、2001年4月19日にKIDよりドリームキャストで発売された恋愛アドベンチャーゲーム。

## 概要
2003年7月24日にシナリオの追加やグラフィックの全面改訂などを行い、タイトルを『想いのかけら -Close to-』（おもいのかけら クローストゥ）としたPlayStation 2版も発売されている。なお、PlayStation 2版には本作出演声優によるラジオ風トークCDが特典として同梱されている（初回限定特典ではない）。2011年12月22日にはKIDの事業を引き継いだサイバーフロントからPlayStation Portable版が発売された（内容はPS2版と同じ）。
キャラクターデザイン担当はごとP。
2006年発売の『Separate Hearts』は、シナリオ上のつながりはないものの、本作と一部の舞台を共有している。

### シナリオ構成
基本的にはオーソドックスな恋愛アドベンチャーゲームであり、途中の主人公の行動に応じてそれぞれのヒロインのシナリオに分岐する。攻略対象となるヒロインは遊那、翔子、小雪、麻衣の4人。但し、麻衣編は内容の関係上、遊那編クリア後のみ分岐可能となる。また、翔子編と小雪編はエンディングが二つ存在する。
各シナリオは『infinityシリーズ』同様、横のつながりがあり、クリアするごとにストーリーの全容が徐々に明らかになる構成となっている。PS2版は4人全てのシナリオをクリアすると「悪霊編」という5番目のシナリオが出現する。このシナリオは複数のシナリオの展開を盛り込みつつ物語を完結させる形となっている。

## ルームパート
おおむねオーソドックスな恋愛アドベンチャーゲームとして進行する本作の特徴は、ヒロインの遊那の部屋にいる時に部屋にあるいろいろな物に念を送ることで干渉するルームパートと呼ばれる部分があることである。
このルームパートを通じて、霊体であるため遊那に話しかけられない主人公の元樹は、間接的に失われた彼女の記憶を呼び覚まそうとする。まず手がかりになりそうなものを探し、対象に念を送ることで彼女の注意を引くことができる。元樹の霊能力が向上すれば、直接物体を動かせるようにもなる。
シナリオ進行上必要な操作もあるが、お遊び要素も盛り込まれており、誰にも見られていないと思っている遊那がひとりで人形劇を始めたり、奇怪な漫画を描いたりするアクションを起こすことがある。また、彼女が所持しているCDの再生という体裁で、『Memories Off』『infinity』などのKID作品のアレンジBGMを聞くこともできる（ただし遊那が不在でないと聞けない。在室時には、勝手に動き出したCDプレイヤーを不審がって彼女が停止させてしまう）。
PS2版では遊那のアクションやCDの内容が新規になっており、クリア後に出現するおまけで無制限にルームパートを鑑賞できる。さらにコレクション要素も追加されており、部屋にあるアイテムと遊那のアクションをすべて確認すると、壁にかけられた写真を選択することで、本編のCGを流用してセリフを付け替えたショートコントが見られる。

## あらすじ
主人公の少年元樹は、ある日のデート中に恋人の遊那を交通事故からかばい、気がつくと肉体から脱け出た霊体になっていた。存在を誰にも気づいてもらえずに途方にくれる元樹だったが、霊能力を有する小雪と麻衣との出会いを通じて、「彼を愛する人が祈りを捧げてくれれば、体に戻れる」という希望を得る。しかし遊那は、事故のショックで彼に関する記憶を失っていた。実体のない元樹は、彼女に訴えかける手段を見つけることができるだろうか？　抜け殻となった肉体が完全な死を迎える前に……。

## 登場キャラクター
穂村元樹 （ほむら もとき）
声 : 菅沼久義（ドラマCD版）
主人公。私立泉美野学園高校3年生。遊那とのデート中に交通事故に遭い、幽体離脱状態に。その後、小雪と麻衣に出会った事で僅かな霊能力を獲得し、遊那の記憶を取り戻して元の体に戻る為に奮闘する。しかし遊那編と翔子編以外では遊那の幸せを願って敢えて記憶を戻さない道を選ぶ。
悪霊編では小雪から教わった術を駆使して悪霊と戦いつつ、発作に見舞われた小雪を護るも次第に追い詰められ、しかし麻衣に救われて復活を果たす。その後は小雪の最期を看取り、翔子や龍作に心配されながらどこか空虚な日々を送っていたが、記憶を取り戻した遊那と再会し、以前と全く同じにはなれずとも再び彼女と歩んでいく事を決意する。
柏木遊那 （かしわぎ ゆうな）
声 : 麻績村まゆこ
4月15日生まれ。身長160cm。血液型O型。3サイズはB79、W58、H83。
校内で人気の高い美少女。天然ボケ系。運動神経は今一つだが、学業成績は意外と優秀。両親の仕事の都合により、アパートで一人暮らしをしている。他人に対する警戒心が希薄で、誰にでも付いて行ってしまう幼さがある。趣味は日記を書く事と、写真を撮る事。絵は下手で、奇怪な漫画を描いていたりする。動物や植物が好き。オバケや幽霊が嫌い。元樹とは保育園の頃からの幼なじみで、1年前から恋人同士になった。
元樹のデート中に事故に遭い彼に関する記憶を失ってしまう。ゲームの目的は彼女の記憶を取り戻し、元樹が生き返る事だが、本人と翔子のルート以外では最後まで元樹の事を思い出さないまま終わる。また、翔子編では元樹と付き合うようになった件の真相を明かし、自分とは元の幼馴染に戻って翔子と付き合うように促すなど、メインヒロインながら（回想を除き）作中での元樹との絡みは少ない。遊那編でも元樹の事は思い出すものの、再会までは描かれずに終わる（ラストシーンで元樹が息を吹き返した事は示唆される）。悪霊編では本筋には絡まないが、エピローグで自ら元樹の事を思い出し、小雪と麻衣の件から立ち直りきれていない彼の元を訪れて謝り、再び恋人となる。
汐見翔子 （しおみ しょうこ）
声 : 中原麻衣
9月3日生まれ。身長161cm。血液型B型。3サイズはB84、W57、H86。
元樹・遊那の親友。元気溌剌でスポーツ万能。姉御肌で面倒見が良く、社交的。所属する水泳部では次期部長と目されている。趣味は歯磨き、うたた寝、雨宿り。バカンス、ロマンス、西海岸が好き。遊那からの愛称は「ショコラ」。記憶喪失になった遊那を親身に支える。また、催眠術ができるという隠し特技を持つ。実は以前は元樹に想いを寄せており、元樹が遊那と付き合うようになった件も元々は翔子が告白したのであって、それを遊那からの告白と判断した事と、遊那自身も否定せず受け入れた為であった。その為、翔子自身は既に折り合いをつけて元樹と遊那の仲を応援している。翔子編では真実に気付き、遊那の後押しも受けて告白してきた元樹を当初は「遊那を捨てた」と激怒して追い返すが、彼の真摯な姿勢に態度を軟化させ、最後は受け入れる。
DC版では髪型がショートカットだったが、PS2版では長いポニーテールに変更されている。しかし彼女のエンディングではショートカットになる。
橘小雪 （たちばな こゆき）
声 : 釘宮理恵
1月31日生まれ。身長は158cm。血液型A型。3サイズはB81、W55、H82。
無口で感情を顕にしない少女。元樹たちの後輩に当たる。頭脳明晰で容姿端麗。友人はおらず、学校では浮いた存在。体が弱いらしく、体育の授業は見学している。毎日のように丘の上の教会で祈っている。夜と朝の間、雨の日曜日が好き。
霊能力を有し、肉体から離れた元樹に最初に気づいた人物。性格は冷淡で、最初は彼を突き放すが、懇願に根負けして霊能力の使い方を伝授する。
実は重い心臓病に侵されており、心臓移植を行わない限り余命は半年程度しかない。更には移植に適した心臓の持ち主が元樹である為、医師である彼女の父は元樹が意識を取り戻す事無く死亡する事を密かに期待しているが、小雪自身はそれを望んでいない。小雪編はエンディングが「デッドエンド」と「アライブエンド」の二種類があり、前者では元樹が自ら成仏する道を選び、心臓を移植された小雪が生き延びる。後者では小雪は余命を元樹と共に過ごした後、彼に看取られながら息を引き取る。悪霊編では麻衣と僅かな再会を果たし、その後は小雪編同様に最期の時まで元樹と過ごす。
咲坂麻衣 （さきさか まい）
声 : 松来未祐
6月25日生まれ。身長141cm。血液型B型。3サイズはB68、W51、H71。
オカルト全般を非常に好む小学6年生。無邪気だがしっかり者。子供扱いされる事を嫌う。趣味はピアノ、魔法陣を描く事。幼いながらも霊能力に造詣が深く、「小雪の師匠」を自称する。元樹に生き返るための条件を教えたのも彼女である。
教会の裏庭でブランコに揺られているときに元樹と出逢う。彼の前では騒がしいくらいにはしゃいでいるが、小学校でひとり寂しそうにしている姿も見せる。
実は幼い頃に亡くなった小雪の姉であり、彼女自身も霊である。雨乃宮貯水池で溺れて命を落とした後、当時の姿のまま何年も現世に留まり続けていた。同時に幼少期の元樹と遊那の少し年上の友達「姫」の正体でもあり、元樹は幼少期に貯水池で溺れかけた遊那を助けたと思っていたが、実際に溺れたのは麻衣であり、助ける事も出来なかった。以来、元樹はショックからその事実を忘れて遊那を助けたと思い込んでおり、遊那も事実を知りながら元樹の為を思って話を合わせていた。そして現在になって元樹に霊体の姿を見られてしまい、これが物語冒頭の事故の原因となったのだった。麻衣編では全てを知った元樹は麻衣と共に成仏する道を選ぶ。悪霊編では悪霊の群れから元樹と小雪を救うべく現れ、（生きていれば）本来の年齢の姿に変化しながら悪霊達を鎮め、小雪を元樹に託して悪霊達と共に成仏していった。
藤碕龍作 （ふじさき りゅうさく）
声 : 結城比呂
11月11日生まれ。身長172cm。血液型O型。
元樹・遊那・翔子の友人。ひそかに遊那に思いを寄せており、恋と友情の板ばさみに悩む。遊那からの愛称は「りゅんりゅん」。

## 舞台設定
私立泉美野学園高等学校
元樹達が通っている高校。住宅街の外れに位置し、雑木林に囲まれているのでひっそりとした雰囲気。中庭にあるオブジェやベンチは壊れかけていて、あまり人気が無い。元樹・遊那・翔子・龍作は3年C組、小雪は2年E組。
スカイコーポ雨乃宮
遊那が住んでいる女性限定アパート。駅まで徒歩15分、学校まで徒歩5分、コンビニまで徒歩2分の、閑静な住宅地にある。2階建てで日当たり良好。収納あり、エアコンあり、ペット不可。家賃は管理費込みで6万円。遊那の部屋は201号室。
T大学付属祈ヶ丘病院
元樹の肉体が入院している病院。大規模で敷地が広く、外来患者を受け持つ中央棟、入院患者を収容する5階建てのA棟からC棟の他、車が入れるロータリーや噴水、患者が散歩出来る公園がある。売店では翔子がアルバイトをしている。元樹の病室はA-315号室。
祈ヶ丘小学校
元樹達が通っていた雨乃宮市の公立小学校。
雨乃宮聖マリア教会
小雪が毎日祈りに来る、丘の頂上に建っている教会。モデルは東京都大田区の大森めぐみ教会。
雨乃宮貯水池
東京ドーム3個分のヒョウタン型をした大きな貯水池。透明度は高いが、水深があるため底を見る事は出来ない。全長150m、幅15m、高さ10mの橋が架かっている。周囲は桜並木と遊歩道に囲まれている。

## スタッフ
- キャラクターデザイン : ごとP
- ディレクター : 梅田伸明、中澤工（DC）
- アシスタントディレクター : 高野正道
- オリジナルシナリオ : 梅田伸明、打越鋼太郎、中澤工
- PS2版シナリオリファイン：梅田伸明
- 絵コンテ：山本淳也（DC）、伊藤まさひさ（PS2）
- 原画、作画監督 : 輿水隆之（PC）、伊藤まさひさ（PS2）
- 音楽 : 阿保剛
- オープニングテーマ:
  - DC : Close to
作詞、作曲、編曲：志倉千代丸 / 歌 : KAORI
  - PS2 : 想いのかけら
作詞、作曲 : 志倉千代丸、編曲 : 磯江俊道 / 歌 : KAORI
- PS2版麻衣編、悪霊編エンディングテーマ : ゆびきり（悪霊編はオフボーカルバージョン）
作詞 : 松来未祐、作曲 : 志倉千代丸、編曲：斉藤かんじ / 歌 : 松来未祐